# ヨハン・シュトラウス記念像

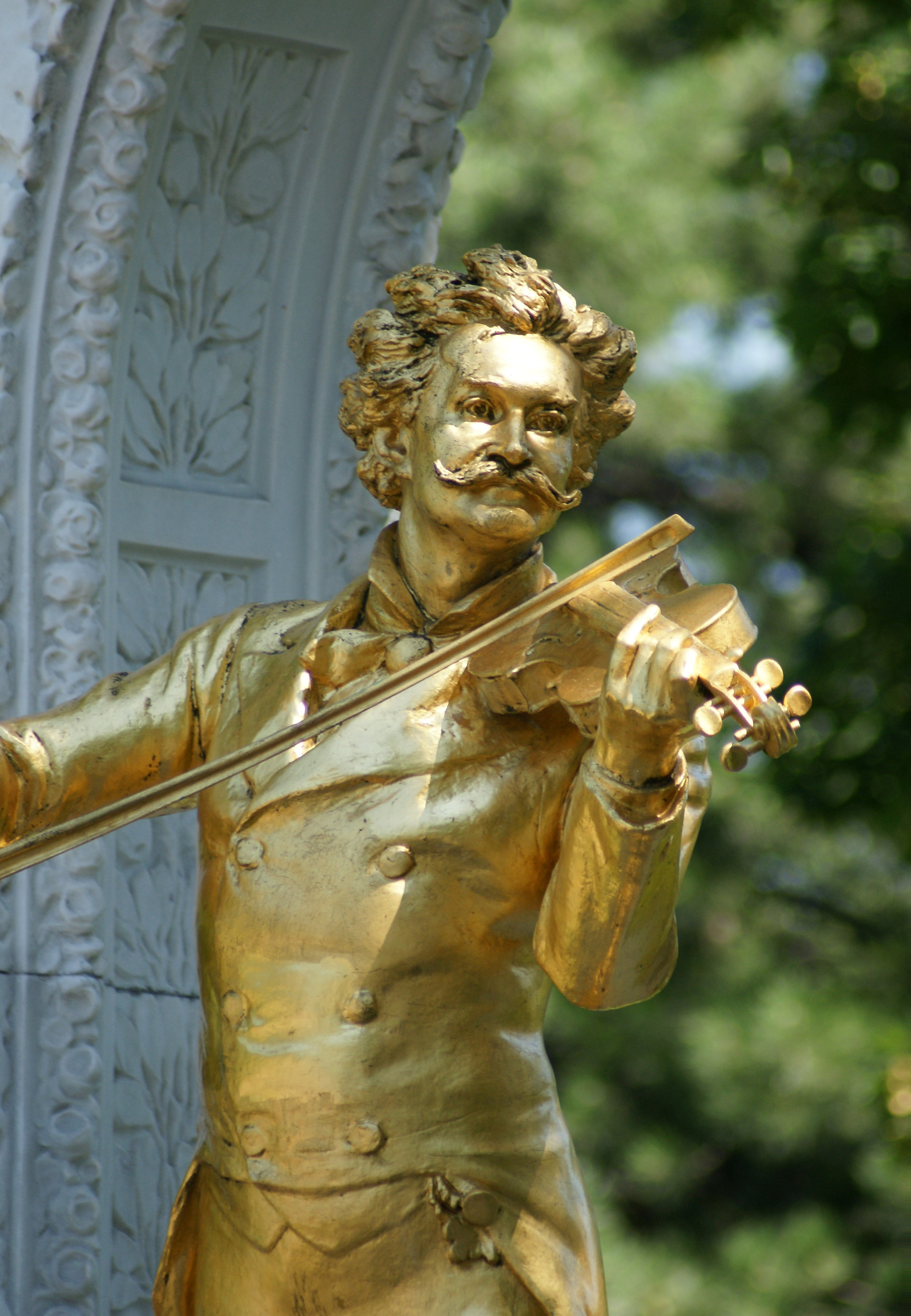
ヨハン・シュトラウス記念像。

ヨハン・シュトラウス記念像（ヨハン・シュトラウスきねんぞう、ドイツ語：Johann-Strauß-Denkmal）は、音楽家ヨハン・シュトラウス2世を模して作られた銅像である。彫刻家エドムント・フォン・ヘルマーによって制作された。

## 歴史

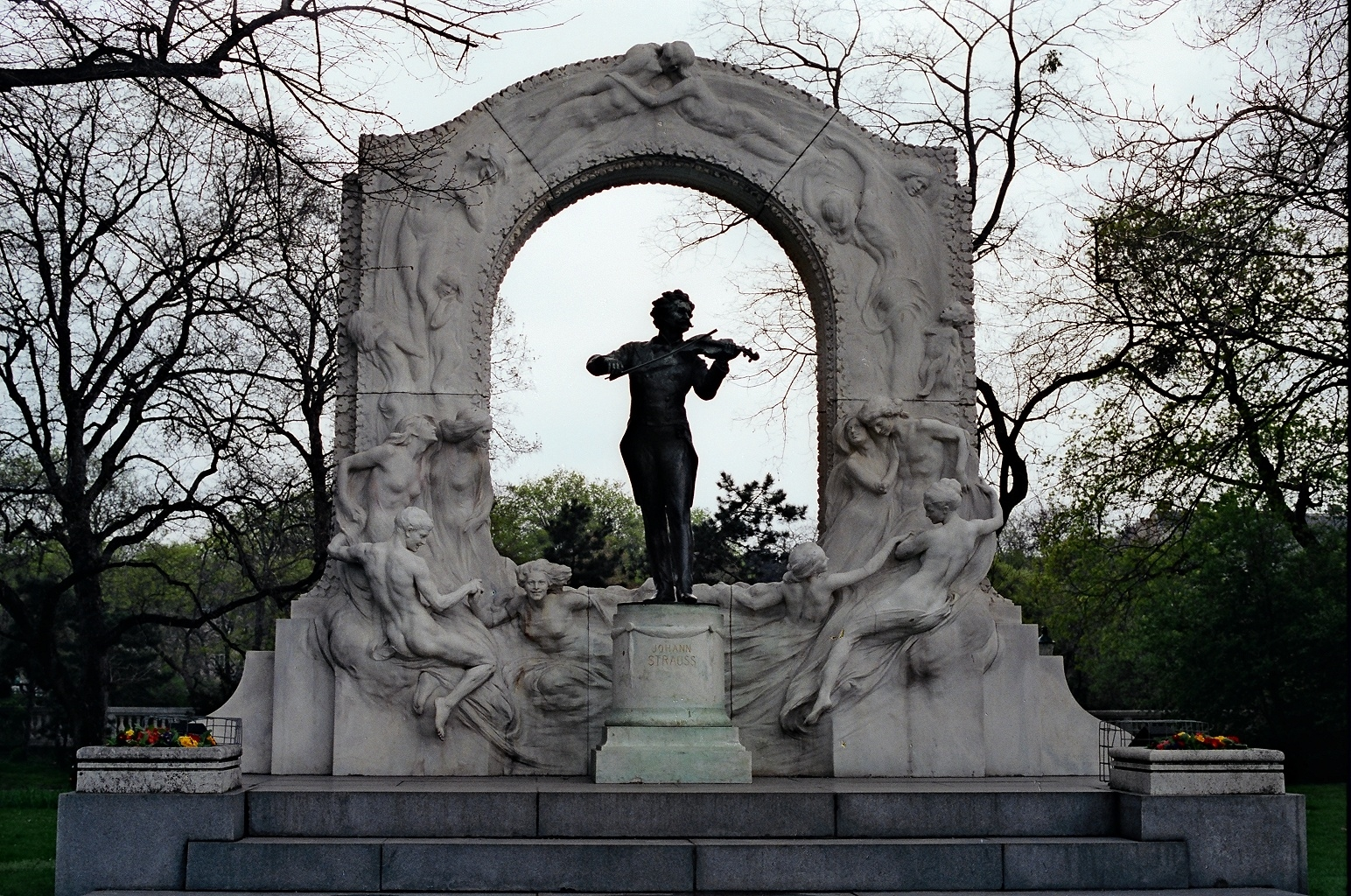
黒色時代の記念像（1987年撮影）

1921年に、ウィーンの市立公園『シュタットパーク』に建立された。6月26日の除幕式では、ウィーン・フィルハーモニー管弦楽団がこの記念像の前でワルツ『美しく青きドナウ』を演奏した。
ヨハン2世の記念像を立てようという動きが活発になったのは、没後5周年にあたる1904年のことである。委員会が組織され募金も開始されたが、第一次世界大戦の勃発によって活動は挫折した。戦後になってようやく金色のシュトラウス像が建立されたものの、敗戦後の世相において「贅沢すぎる」という批判を受け、1935年に黒色に塗り替えられた。
1991年にあらためて元の金色に塗り直され、現在ウィーンの代表的な観光名所のひとつとして親しまれている。

## デザイン
シュトラウス像を取り囲むように置かれたレリーフには、純白の大理石が用いられている。このレリーフに彫られているのは、踊るカップルとドナウの乙女といわれる。背面は細やかな月桂冠の意匠となっている。
ヴァイオリンを弾きながら指揮するスタイルで有名だったシュトラウス2世の姿を再現している。なお、この記念像のモデルは老年期であるが、実際のシュトラウス2世は年老いてからはヴァイオリンを弾きながら指揮することはなかった。

## ギャラリー

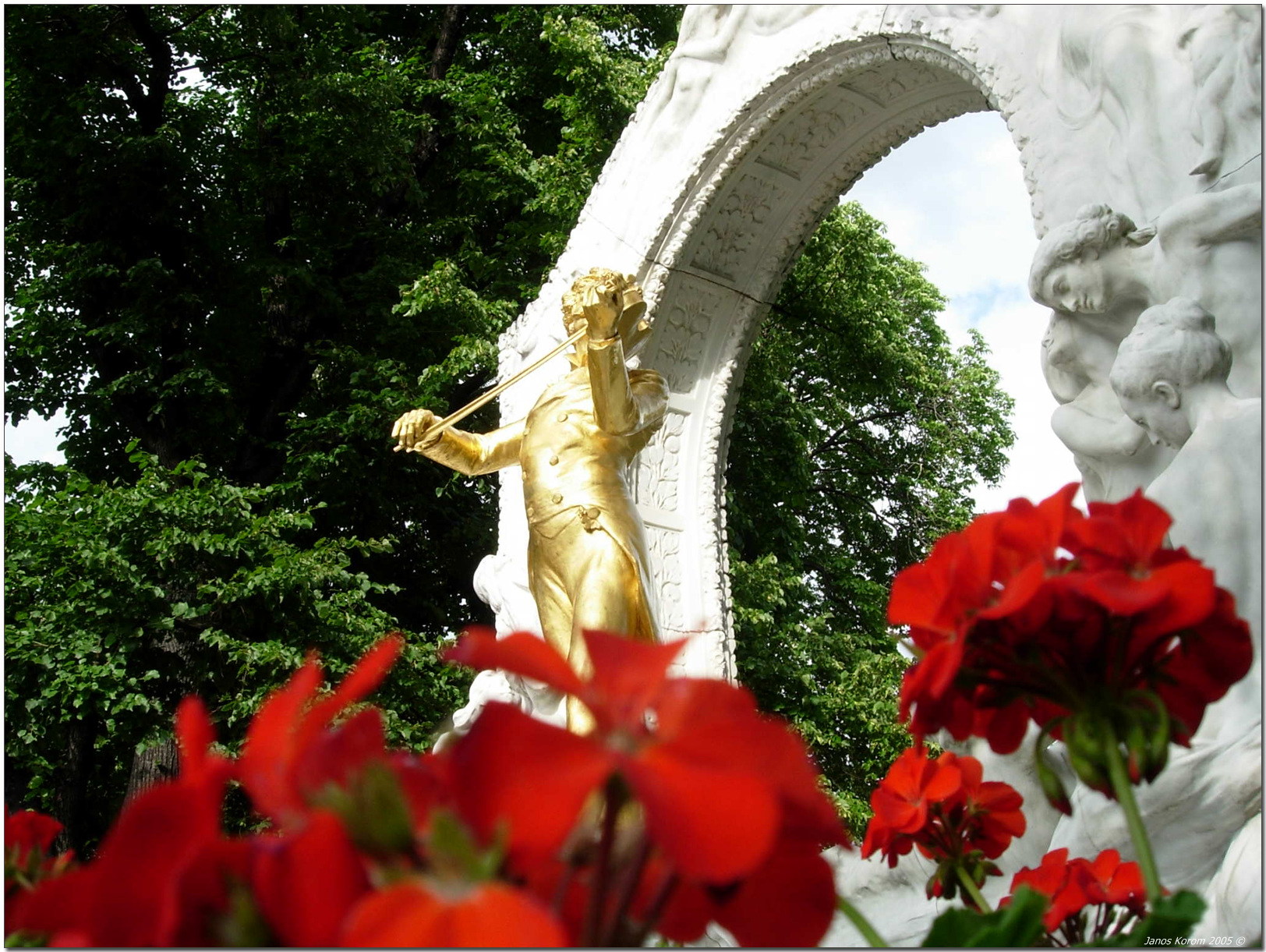
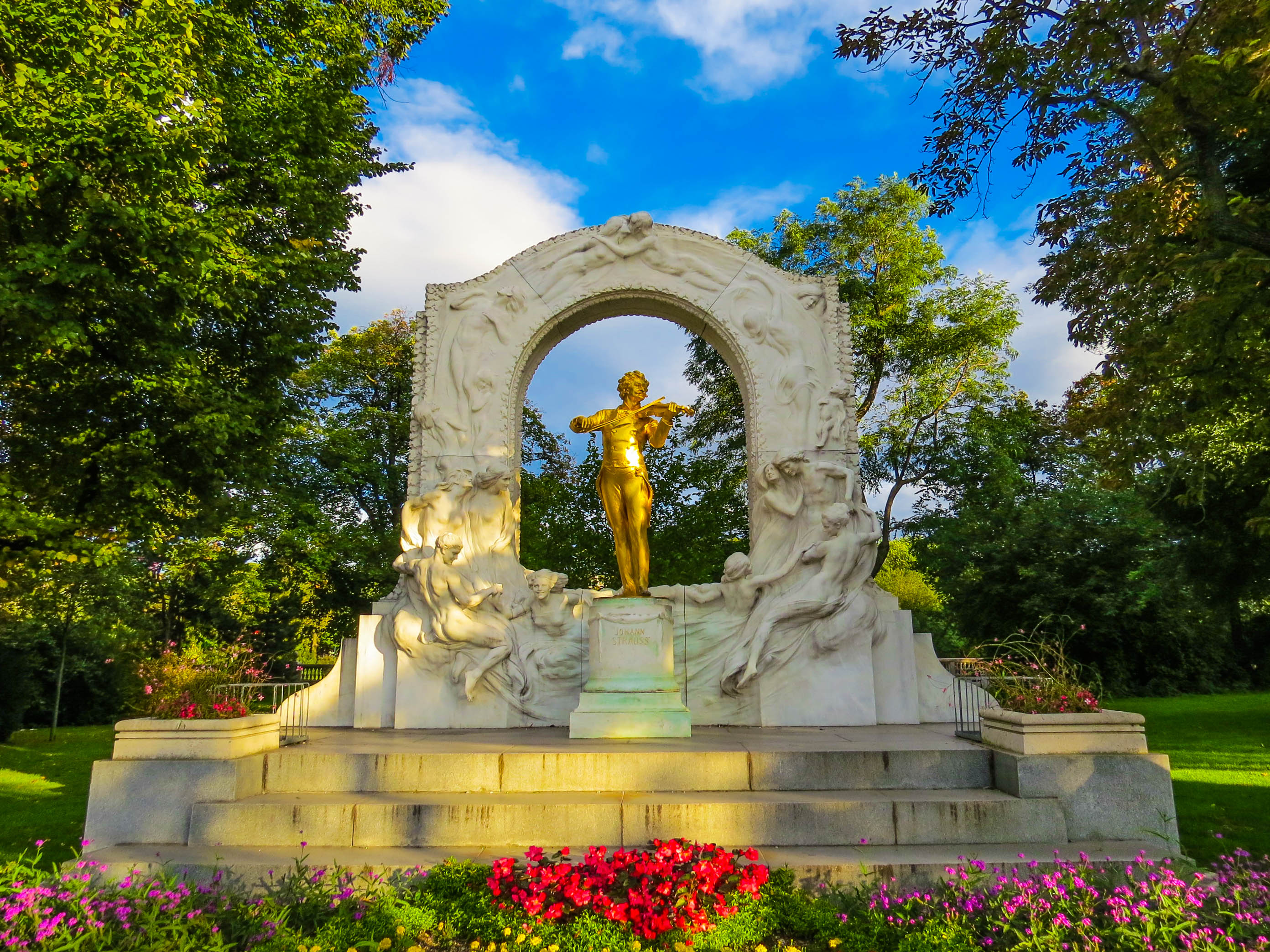
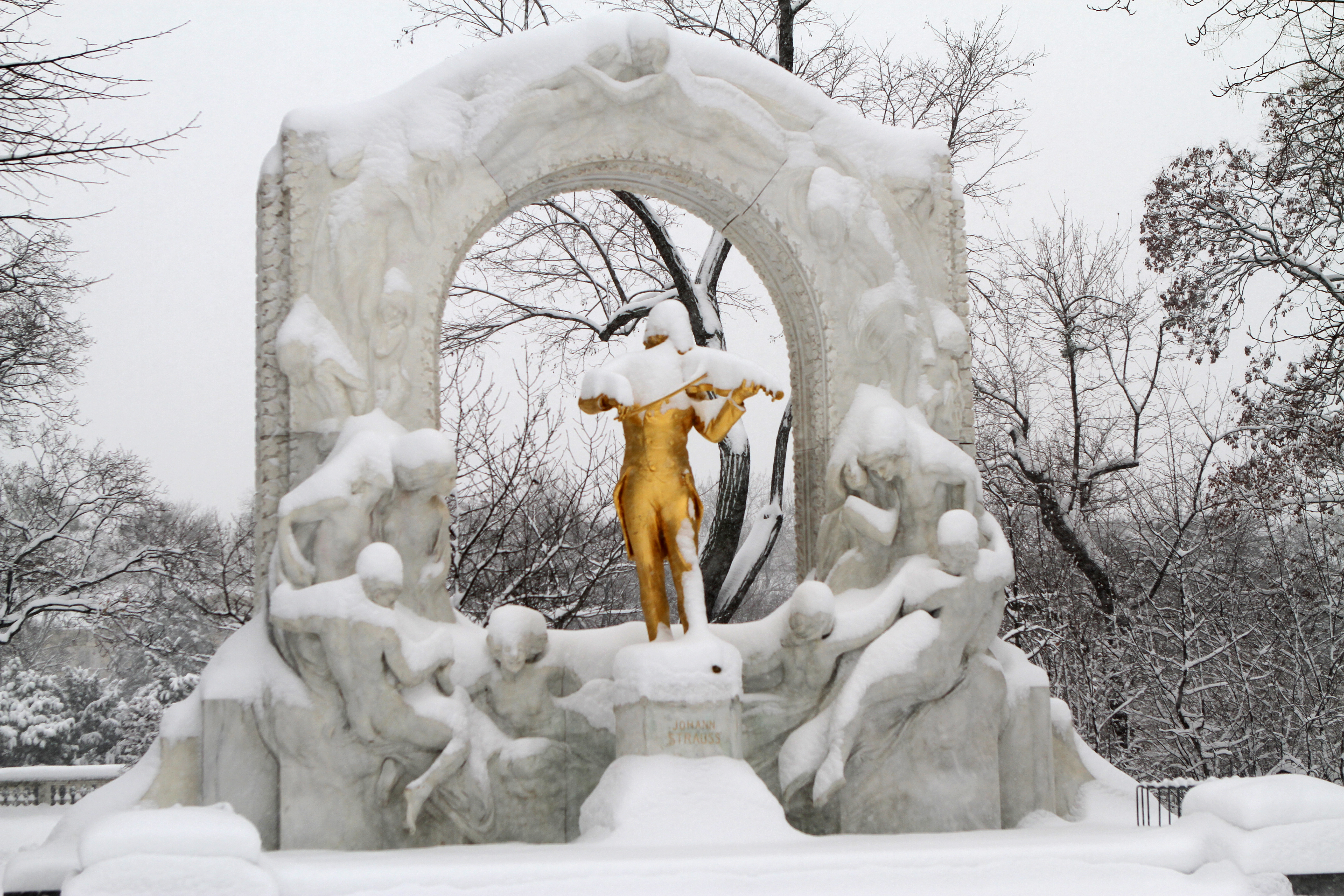
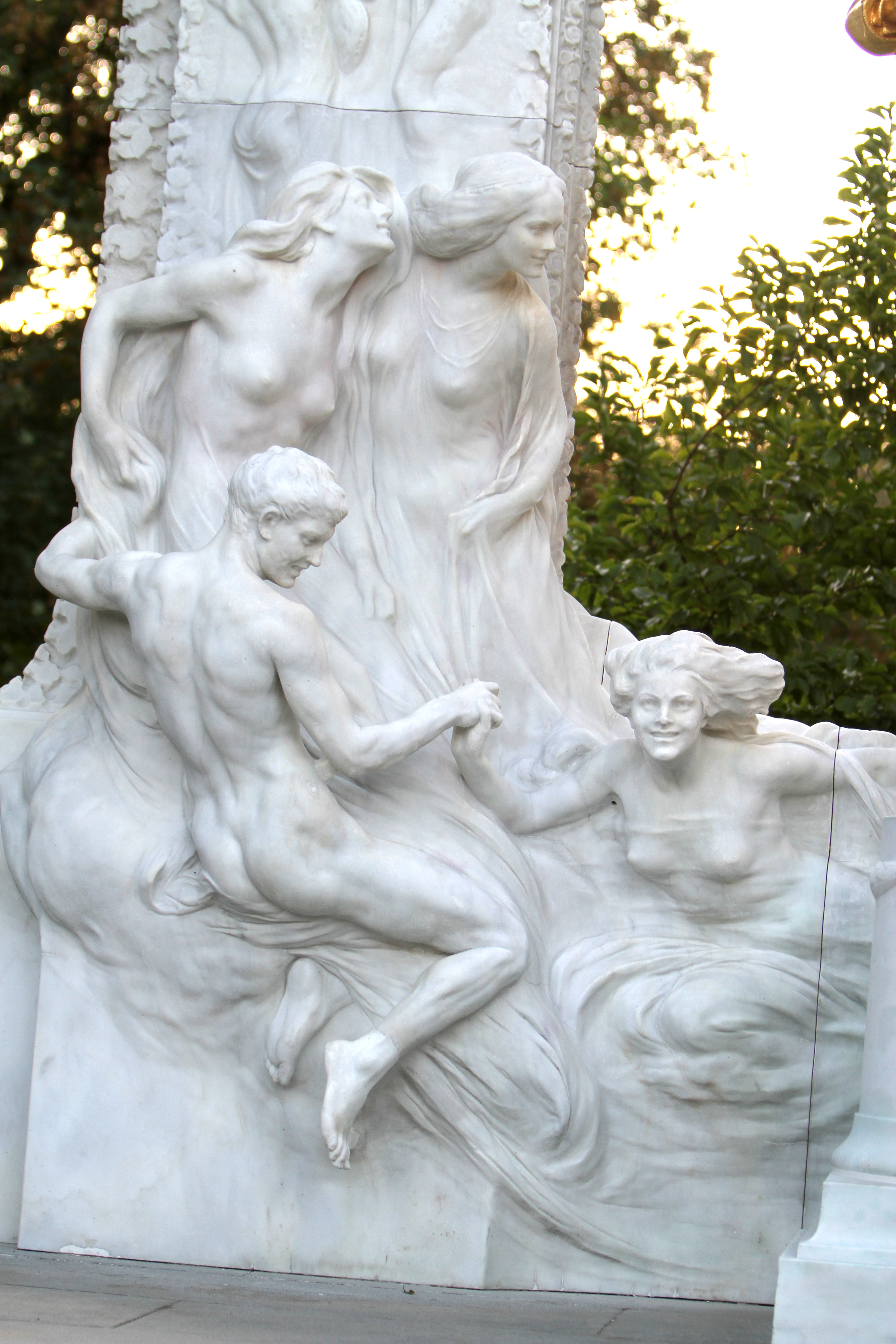
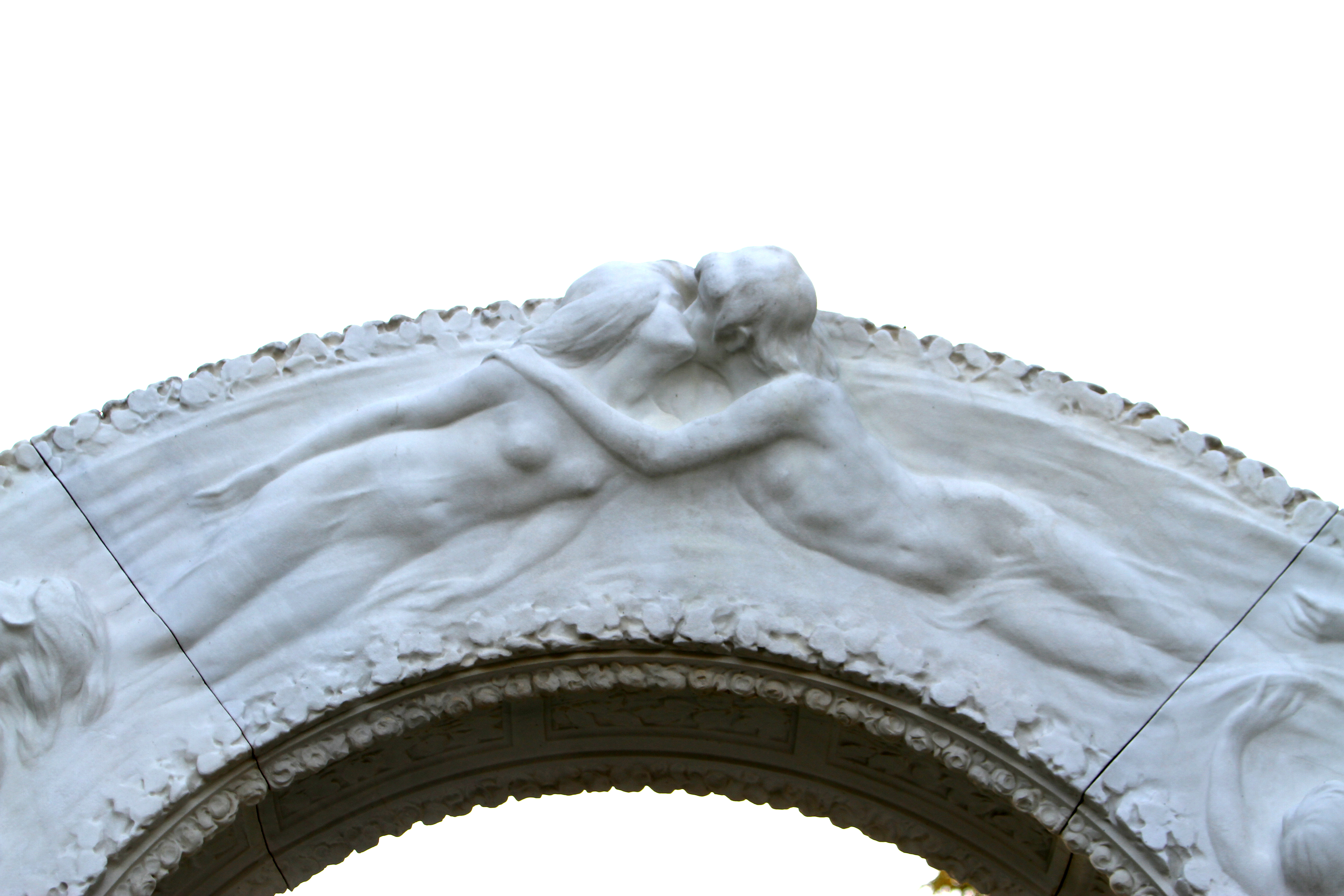